# Gonçalo Garcia de Sousa
Gonçalo Garcia de Sousa (1215 – Entre 12 de abril de 1285 e 11 de março de 1286) foi um rico-homem do Reino de Portugal tendo o seu período de vida abrangido os reinados de Afonso II, Sancho II, Afonso III e ainda Dinis I . Herdou a chefia da Casa de Sousa, sendo o seu último representante varão masculino legítimo. À sua morte, sucedeu-se uma querela entre vários dos seus herdeiros pelas posses da família, que era à época uma das famílias mais poderosas do Reino de Portugal. Foi ainda um trovador português da fase inicial da poesia medieval ibérica. 

## Primeiros anos
Gonçalo era filho de Garcia Mendes de Sousa, o de Eixo e de Elvira Gonçalves de Toronho, e irmão de  Mem Garcia, Fernão Garcia, João Garcia e Maria Garcia , pertencendo portanto a uma das linhagens portuguesas mais importantes da época, os Sousas. Nasceu nos inícios do século XIII, provavelmente em 1215, mas pouco se sabe do seu percurso até meados do século. 

## O provável exílio

### Da divergência nobiliárquica ao conflito sucessório

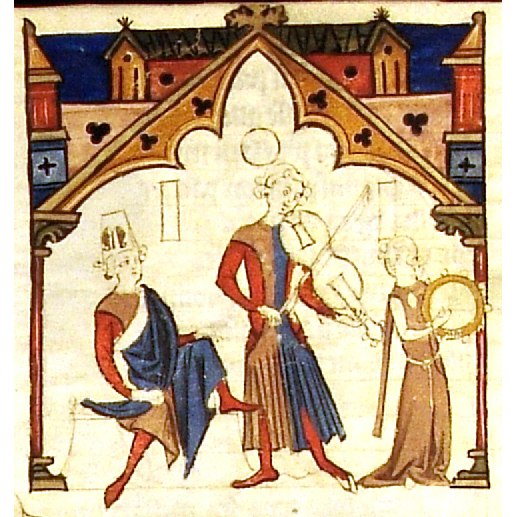
Trovadores, representados no Cancioneiro da Ajuda.

A família de Gonçalo esteve intrinsecamente ligada ao conflito sucessório que se desencadeou logo após a morte de Sancho I de Portugal: o seu tio, Gonçalo Mendes II de Sousa, fora companheiro de armas e mordomo de Sancho I, e nomeado seu executor testamentário juntamente com Lourenço Soares de Ribadouro, Gonçalo Soares, Pedro Afonso de Ribadouro, e Martim Fernandes de Riba de Vizela. O sucessor de Sancho, Afonso II de Portugal, não concordou com o testamento deixado pelo pai, no qual teria de ceder terras às suas irmãs, equiparadas a ele em título, e recusou cumpri-lo. Assim, os primeiros anos do reinado deste foram marcados por violentos conflitos internos entre o rei e as suas irmãs Mafalda, Teresa e Santa Sancha de Portugal, a quem Sancho legara em testamento, sob o título de rainhas, a posse dos castelos de Montemor-o-Velho, Seia e Alenquer, com as respectivas vilas, termos, alcaidarias e rendimentos. Ora, Afonso, tentando evitar a supremacia da influência dos nobres no seu governo, pretendia centralizar o seu poder, mas para isso incorria contra as irmãs e em último caso contra o testamento paterno. Defendendo desta forma o testamento, o tio de Gonçalo defendeu intensamente a posição das infantas, sobretudo nas terras onde dominava como tenente: Montemor-o-Novo, Sesimbra, Lisboa, Sintra, Torres Vedras, Abrantes e Óbidos, além das já referidas, inaugurando um período no qual os Sousas, firmes apoiantes da realeza portuguesa, se lhe opunham pela primeira vez.
A posição contrária do senhor da Casa de Sousa teve consequências imediatas,ː a sua hegemonia na corte chega ao fim, e são-lhe ainda retiradas as tenências que então governava. Os Sousas passaram a partir deste momento a assumir-se abertamente como defensores dos direitos das infantas irmãs do rei, e como acérrimos inimigos da política centralizadora de Afonso II.
O conflito seria resolvido somente com intervenção do Papa Inocêncio III; o rei indemnizaria as infantas com uma soma considerável de dinheiro, e a guarnição dos castelos foi confiada a cavaleiros templários, mas era o rei que exercia as funções soberanas sobre as terras e não as infantas. Os Sousas seriam desta forma renegados durante todo o reinado, e assim sendo saíram de Portugal, refugiando-se em outras cortes peninsulares. É muito provável que Gonçalo não tivesse sido exceção.

### O exílio
Sabe-se que entre 1229 e 1231, esteve na corte aragonesa ao serviço do infante Pedro Sanches, conde de Urgel, na sequência das tensões políticas que conduzirão à deposição de Sancho II. Gonçalo apareceria somente na documentação portuguesa a partir de 1232.

## O florescer da corte sousã

### Regresso
A morte prematura de Afonso II em 1223 permitiu o regresso dos Sousas, aproveitando a menoridade de Sancho II de Portugal para readquirirem influência. De facto, no assento da demanda entre as infantas e a coroa, estabelecida em 1223, reinando já Sancho II, e com a qual afirmava a infanta-rainha Mafalda que o castelo de Montemor poderia ser entregue a oito fidalgos. O então chefe da família, Gonçalo Mendes, herdara algumas tenências do cunhado, Lourenço Soares de Ribadouro.

### O patrocínio da cultura
A família de Sousa seria a maior patrocinadora da trovadorismo, sendo o próprio Gonçalo um trovador, tal como o seu pai, Garcia Mendes II o irmão, Fernão Garcia e ainda o marido de uma prima, Afonso Lopes de Baião..
O ambiente geralmente régio em que se centrava esta atividade deparava-se em Portugal com um ambiente mais senhorial, que era o que de facto recebia e fazia florescer o trovadorismo, na língua vernácula (galego-português), em oposição à preferência da cúria régia pelo latim tradicional que continuava a manifestar-se em documentos desta proveniência.

#### Obra
Tal como o seu pai, e o seu irmão Fernão Garcia, Gonçalo foi também trovador. Conhece-se apenas uma obra da sua autoria, Levarom-n'a Codorniz, da qual atualmente existe apenas uma cópia sobrevivente, no Cancioneiro da Biblioteca Nacional (também designado de Colocci-Brancuti).

## Ascensão na corte
É a partir do final da guerra de 1247-1248 e da consequente subida ao trono de Afonso III (cujo partido os Sousa tomam contra Sancho II) que o seu percurso é mais conhecido. Com os da sua estirpe, tomou parte na reconquista do restante do Algarve por Afonso III, sendo já por 1250 tenente de Barroso  a que se acrescentaram as tenências de Neiva (1254-1279), Celorico de Basto (1263) e de Sousa (1280-1284). Em 1251 chegou mesmo a intervir, com outros ricos-homens, na feitura das leis gerais para o reino .
A partir dessa época, torna-se, de facto, uma das figuras mais importantes da corte, servindo Afonso III e Dinis I como Alferes-mor, entre 1255 e 1285, confirmando o foral de Silves de 1264 nesta condição, e entrando nas cortes de Leiria desse mesmo ano . Foi ainda, em 1273, um dos conselheiros do rei na melindrosa situação do mesmo perante o legado pontifício Frei Nicolau, a cuja audiência assiste, nos paços de Lisboa . 
A partir de 1276, Gonçalo passou a utilizar o título de Conde, uma demonstração de distinção régia que a colocava numa posição bastante superior relativamente à restante nobreza cortesã e denunciava claramente o poderio da família na época.

### A chefia da Casa de Sousa
A chefia da Casa de Sousa coubera, nos seus primeiros anos de vida, ao tio mais velho de Gonçalo, e seu homónimo, Gonçalo Mendes II. Contudo, nada fizera prever que os acontecimentos então decorridos no seio da sua família o aproximassem devagar do controlo da maior parte dos bens familiaresːo herdeiro de Gonçalo Mendes e primo de Gonçalo Garcia, Mendo Gonçalves, falecera prematuramente e deixara somente uma filha, e o próprio Gonçalo Mendes apenas deixara filhas à sua morte em 1243; Dado que o pai de Gonçalo Garcia, Garcia Mendes, era filho secundogénito de Mendo Gonçalves I de Sousa, a sucessão recaiu na sua descendência, dado que Garcia precedera o irmão na morte. É assim que o irmão de Gonçalo, Mendo Garcia, ascende à chefia da Casa, mas o seu herdeiro, Gonçalo Mendes III de Sousa, após herdar o título do pai, começara a demonstrar um comportamento muito violento, do qual é uma prova clara a violação da própria irmã, Maria Mendes de Sousa. Assim, acaba exilado da corte em 1262. O sucessor é Estêvão Anes de Sousa, mas Gonçalo Garcia parece ter partilhado desde aí a chefia da Casa, já que a assume "por inteiro" com a morte de Estêvão Anes em 1272.
Com a morte deste em 1272, recai em si a chefia total da casa de Sousa, passando a deter um enorme património territorial, político e simbólico, ao que se acrescentou ainda o casamento, em 1273, com Leonor Afonso, viúva do seu sobrinho Estêvão. Gonçalo era um dos alvos da política do seu rei, que, tentando evitar novos conflitos com a nobreza, dava em casamento as suas filhas bastardas aos chefes das diferentes linhagens aristocráticas. 

### Casamento
Assim, a 11 de maio de 1273, Gonçalo Garcia desposa Leonor, filha bastarda de Afonso III de Portugal. No documento do casamento, estava disposto que Gonçalo dava metade dos seus bens a Leonor, pela entrega que ela lhe fazia de si no casamento. Havendo dispensa naquele casamento para ele, lhe daria por arras seis quintas e 60 casais, conforme costume do Entre-Douro-e-Minho . Se o matrimónio se separasse por culpa de Gonçalo, ficaria para Leonor a metade dos seus bens . Mas se dela fosse a culpa, Gonçalo receberia somente duas mil libras da moeda antiga portuguesa, pela entrega do corpo da esposa. Muitos dos haveres de Gonçalo haviam sido heranças da sua família ou então resultado de usurpações que fizera, sendo de considerar uma tão grande abundância de bens, que o motivava a casar-se segundo o costume da região segundo requeria a tradição. Foi o primeiro casamento em Portugal no qual o noivo doa as arras à noiva . 

## Morte e posteridade conturbada
A sua morte ocorreu entre abril de 1285 e março de 1286, sem descendência legítima. Sabe-se que já era falecido em novembro de 1287, pois nesta data a sua viúva faz à Ordem do Hospital vastíssimas doações de muitos bens em vários lugares, dizendo deles todos que lhe “acaecerom do dito cõde”, isto é, herdara dele. 
Gonçalo deixou, quando morreu, uma imensa fortuna que foi posteriormente objeto de confronto entre os seus numerosos herdeiros, dos quais, para além da sua viúva, foi beneficiada sobretudo a sua única sobrinha então viva, Constança Mendes (filha do seu irmão Mem Garcia de Sousa e Teresa Anes de Lima) foram as mais beneficiadas, herdando, entre muitas posses, a chefia da Casa de Sousa. Contudo, outros nobres chegaram-se igualmente à frente nesta partilha dos bensː Lourenço Soares de Valadares apoiou-se na filha que tivera de Maria Mendes II de Sousa (irmã de Constança), para reclamar igualmente uma parte destes bens.
Esta situação com que se viram os herdeiros levou a que apelassem ao seu monarca que arbitrasse a partilha, o que deu origem à sucessão de Inquirições que o rei promoveu, ainda em 1284, e que se prolongou até à década de 1300.

## Genealogia

### Casamento e descendência
O seu casamento com Leonor Afonso, a 11 de maio de 1273, não produziu herdeiros legítimos. Porém isso não impediu que Gonçalo tivesse descendência, pois, anterior ao casamento, Gonçalo fora pai de um filho natural:
- João Gonçalves de Sousa (1250-depois de 1293), teve algumas terras na região de Ponte de Lima, deixou descendência.